# Love Castle
Love Castle es una película nigeriana de 2021 dirigida por Desmond Elliot, producida por Beatrice Funke Ogunmola y coproducida por Victor Ogunmola. La película se centra en temas de tradición y vínculos familiares; retrata la  cultura nigeriana entretejida con la discapacidad y se centra en una creencia profundamente arraigada sobre los niños que viven con discapacidades, tal como la experimentan los productores que tienen un niño autista. Es una historia tradicional sobre la cultura africana del silencio que rodea a los tabúes.
Está protagonizada por Rachel Oniga, Zack Orji, Desmond Elliot, Kehinde Bankole, Jide Kosoko y Adedimeji Lateef.
La filmación se realizó en Ibadán, Nigeria, en noviembre de 2019 y en Houston, Texas, Estados Unidos en febrero de 2020. La filmación en EE. UU. se completó antes de que comenzara el bloqueo de la Pandemia de COVID-19. El idioma utilizado en la película es principalmente el inglés con una mezcla menor de idiomas igbo, yoruba y hausa. Se estrenó el 10 de septiembre de 2021 en Terra Kulture, Lagos.

## Sinopsis
En el reino de Iregbogbo, la familia real tenía la tarea de conseguir un nuevo rey tras la muerte del último gobernante. Adetutu, hija del difunto rey, deja a su familia en Houston Texas, Estados Unidos, en contra de su voluntad, para convertirse en regente en Nigeria.

## Elenco
- Kehinde Bankole como Adetutu
- Zack Orji como padre de Chizutere
- Jide Kosoko[8]
- Rachel Oniga[9] como Iyalode
- Desmond Elliot[10] como Ayo
- Lateef Adedimeji como Chi Joshua
- Halima Abubakar
- Jumoke George[10] como Iyaloja
- Cynthia Shalom como Adanma chi-Joshua
- Femi Adebayo como Jefe Balogun
- Rejoice Regme[8]
- Leonel Orji
- Beatrice Funke Ogunmola como Kanyinsade
- Kemi Salami
- Deji Adenuga como Príncipe Adewumi
- Bakere Adeoye
- Segun Akintunde como Shekrano
- Ademola Amos como Pastor
- Jibola Dabo como President
- Martins Afeez Eniola como padre del adolescente ciego
- Peter Fatomilola como Eleemi
- Aisha Lawal como directora
- Joke Muyiwa como Olori Adefunke
- Hannah Ogunmola como Adesewa
- Krystal Schuhmann como Stephanie

## Recepción
En 2021, fue escogida como selección oficial del Festival Internacional de Mujeres de Toronto y del Festival Internacional de Cine de Nollywood de Toronto.

### Nominaciones
| Fecha | Premios                                                        | Categoría                   | Resultado | Notas       |
| ----- | -------------------------------------------------------------- | --------------------------- | --------- | ----------- |
| 2021  | Festival Internacional de Cine de Nollywood de Toronto (TINFF) | Mejor película de África    | Nominado  | [ 1 ] [ 6 ] |
| 2021  | Festival Internacional de Cine de Nollywood de Toronto (TINFF) | Mejor película de Nollywood | Nominado  | [ 7 ]       |
| 2021  | Festival Internacional de Cine de Nollywood de Toronto (TINFF) | Mejor cineasta africana     | Nominado  | [ 6 ] [ 1 ] |
| 2021  | Festival Internacional de Cine de Nollywood de Toronto (TINFF) | Mejor productor de cine     | Nominado  | [ 7 ] [ 1 ] |